# Amole

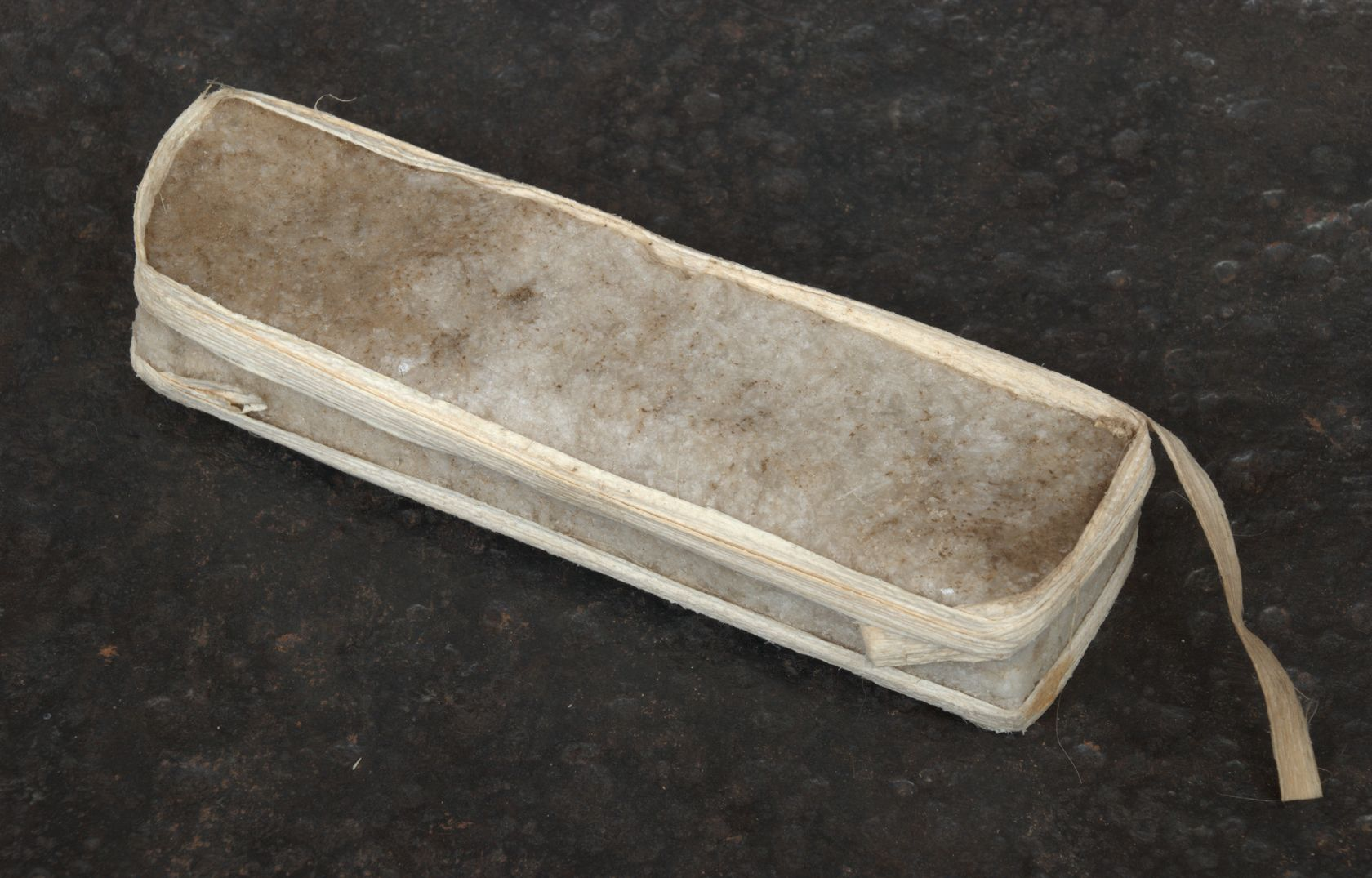
Tyčinka soli – Amole

Amole je stará jednotka hmotnosti požívaná v Etiopii. Její velikost činila přibližně 640 g.
Ještě do poměrně nedávné doby (do počátku 20. století) se v Etiopii užívalo placení tyčinkami soli právě o této hmotnosti.